# مجلس شيوخ ولاية جورجيا
مجلس شيوخ ولاية جورجيا (بالإنجليزية: Georgia State Senate) هو مجلس شيوخ ولاية جورجيا الأمريكية، وهو المجلس الأعلى في جمعية جورجيا العامة.

## طالع أيضًا
- جمعية جورجيا العامة